# Cal Roc del Villa
Cal Roc del Villa és una masia del Prat de Llobregat (Baix Llobregat) inclosa a l'Inventari del Patrimoni Arquitectònic de Catalunya.

## Descripció
Masia de dos cossos adossats que corresponen a la tipologia 1.I de l'esquema de Danés i Torras. Un dels cossos té planta baixa i dos pisos. L'altre cos té només dos pisos. Ambdós són coberts a dues vessants amb els eixos de la teulada paral·lels a la façana orientada a mar, com és habitual a la Marina del Prat.

## Història
El nom de Cal Rich del Villa apareix a la Consueta Parroquial de principis del segle xix.